# Tossal d'En Canader
El Tossal d'En Canader (també anomenat Tossal d'Encanader o d'Enganader) (1.393 m) és un cim dels ports de Beseit, dins del terme de Pena-roja, a prop del límit amb el de la Pobla de Benifassà. Representa el cim més alt de la comarca del Matarranya, i segon dels ports de Beseit després de Mont Caro (1447).
El Tossal d'En Canader es troba prop del Tossal dels Tres Reis i de les Moles d'En Zapater, on també s'eixeca el Tossal de l'Hereu (1345m), la Moleta Alta i el Solan Pons.